# Кучерявець сизий
Кучерявець сизий (Trinia glauca) — вид квіткових рослин родини окружкових (Apiaceae).

## Біоморфологічна характеристика
Це багаторічна рослина 10–70(100) см заввишки, сиза, дводомна (чоловічі рослини менші за жіночі), гола. Стебло кутасто-ребристе, пряме, від основи гіллясте, з нижніми гілками, що майже сягають висоти головного стебла. Прикореневі листки 23-перисторозсічені; кінцеві сегменти пластинки 5–30 × 1–1.5 мм. Зонтики з 4–8 променями. Плодоносних квіток у парасольці 1–4. Пелюстки віночка від жовтуватого до зеленуватого кольору, часто з червонуватою смужкою в центрі маточкових квіток. Плоди яйцеподібні, 2.5–3 мм завдовжки. 2n = 18.

## Поширення
Європа, Туреччина, пн. Іран.
В Україні вид зростає на сухих схилах — у Криму, звичайно.